# Huệ Tể
Huệ Tể (惠济区) Hán Việt: Huệ Tể khu) là một quận thuộc địa cấp thị Trịnh Châu (郑州市), tỉnh Hà Nam, Cộng hòa Nhân dân Trung Hoa. Quận này có diện tích 206 km2, dân số 140.000 người. Quận này có các đơn vị hành chính gồm 6 nhai đạo biện sự xứ, 2 trấn. Phía bắc giáp Hoàng Hà, phía tây là cao nguyên Hoàng Thổ.